# Denys Diemiszew
Denys Jewhenowycz Diemiszew, ukr.  Денис Євгенович Дємішев (ur. 25 sierpnia 1987) – ukraiński futsalista, zawodnik z pola.

## Kariera piłkarska
W 2004 rozpoczął karierę piłkarską w farm klubie ZDU Zaporoże, dopiero w sezonie 2006/07 debiutował w głównej drużynie DSS Zaporoże. W sezonie 2008/09 bronił barw Kontynhentu Żytomierz. Od 17.11.2015 gracz polskiego klubu Constract Lubawa wcześniej występujący w GAF Jasna Gliwice oraz Marwit Toruń. W polskiej ekstraklasie strzelił już 50 bramek (stan na: 24 marca 2014). W sezonie 2013/2014 z GAF Jasna Gliwice dotarł do finału Pucharu Polski, w którym jego drużyna przegrała 2:6 z Wisłą Krakbet Kraków i strzelił jedną z bramek dla swojego zespołu.